# Cas Mudde
Cas Mudde (* 3. června 1967, Amsterdam) je nizozemský sociolog, politolog a vysokoškolský pedagog, který od roku 2012 vyučuje na katedře Mezinárodních záležitostí na University of Georgia v USA. Jeho primární výzkumná agenda, jak sám tvrdí, se zabývá otázkou „Jak se může liberální demokracie bránit vůči extremistickým výzvám, aniž by podkopávala své základní hodnoty?“. Sám Mudde tvrdí: „Moje práce je primárně koncepční a empirické povahy.“

## Život
Cas Mudde se narodil a vyrostl v Nizozemsku. V roce 1986 začal své studium politických věd na Univerzitě v Leidenu, kde v roce 1993 získal magisterský titul. Následně v roce 1998 získal titul Ph.D. za svou výzkumnou práci The Etreme Right Party Family: An ideological Approach rovněž na Univerzitě v Leidenu.
Předtím, než se v roce 2008 odstěhoval za manželkou do USA, působil v Evropě na několika univerzitách. V pozici odborného asistenta postupně působil na Středoevropské univerzitě v Budapešti v letech 1998–1999, na Edinburské univerzitě v letech 1999–2002 a na Antverpské univerzitě v letech 2002–2006, kde později, v letech 2006–2010 vyučoval jako profesor.
Svoje působení v USA začal v roce 2008 jako hostující odborný asistent na Univerzitě v Oregonu, následně od roku 2009 do roku 2010 působil na Univerzitě Notre Dame a do roku 2012 i na Univerzitě DePauw. Od roku 2012 až do roku 2019 vyučoval na Univerzitě v Georgii, z toho od roku 2014 jako profesor.

Cas Mudde je spoluzakladatelem a organizátorem Stálé skupiny pro extrémismus a demokracii Evropského konsorcia pro politický výzkum (ECPR) – prestižního nezávislého vědeckého sdružení, jehož členy je přes 600 akademiků z více než 50 zemí. Spolu s Rogerem Eatwellem pracoval jako spoluredaktor na knižní sérii Routledge Studies in Extremism & Democracy a je rovněž členem Výboru pro koncepce a metody Mezinárodního politologického sdružení (IPSA).

## Ocenění, vyznamenání a zásluhy
- Fulbright EU Scholar-in-Residence, Centrum pro Komparativní evropská studia, Rutgers University 2006
- Ocenění Willyho Brandta pro hostující profesory, katedra Mezinárodní migrace a etnických vztahů, Malmö University 2007
- Choice Outstanding Academic Title – v roce 2008 a 2013
- Stein Rokkan Prize for Comparative Social Science Research 2008
- Friedrich Wilhelm Bessel Výzkumná cena od nadace Alexandra von Humboldta v roce 2015
- Belgian Professor Chair podle nadace Francqui v roce 2018[2]

## Oblasti působnosti
- Euroskepticismus
- Liberální demokracie
- Evropská politika
- Výzkum politických stran
- Diskutabilní politika/politický protest[2]

## Výzkumné zájmy
- Populismus
- Komparativní evropská politika
- Extremismus a demokracie
- Politické strany a sociální hnutí
- Islamofobie
- Fotbal a jeho politika[2]

## Dílo
Muddeho obor specializace je zejména populismus, demokracie a konkrétně radikálně pravicové populistické strany. Dále se zabývá tématy jako jsou politické strany a ideologie, občanská společnost, euroskeptismus, sociální hnutí. Svým výzkumem primárně cílí na zodpovězení klíčové otázky: „Jak se liberální demokracie mohou bránit politickým výzvám extremistů, aniž by podrývaly své základní hodnoty?“ Jeho výzkum staví na již dříve klasifikovaném členění extremistických výzev dle jejich prostředků a cílů. Nejprve se zaměřoval pouze na západní Evropu, potom ovšem zkoumanou oblast rozšířil i na východní Evropu, Severní a Jižní Ameriku a Israel.

### Další projekty
- Politika extrémní pravice v 21. století – The Far Right Today (kniha)[1]
- Hnutí izraelských osadníků – V rámci tohoto projektu Cas Mudde společně s Dr. Sivan Hirsch-Hoeflerovou publikuje knihu „The Israeli Settler Movement: Assessing and Explaining Social Movement Success“,kde na hnutí izraelských osadniků aplikuje rozsáhlou teorii sociálních hnutí a vysvětluje přetrvávající úspěch tohoto hnutí.[1]
- Proměna evropské politiky
- Obrana demokracie – Tento projekt provádí kritickou analýzu přístupu západních demokracií k politickým hrozbám a hodnotí do jaké míry je obrana proti těmto hrozbám (např.: státní represe) úspěšná. Mudde se zde zaměřuje na reakce států Evropy a Severní Ameriky na širokou škálu hrozeb včetně anti-globalizačních tendencí, ekoterorismu, krajně pravicových politických stran a mezinárodního terorismu.[1]

## Populismus
V rozhovoru pro Českou televizi Cas Mudde uvedl několik základních charakteristik populisty:
1. rozděluje společnost na dvě skupiny: čistý národ a elity (rozdíl mezi „obyčejnými lidmi“ a elitami v tomto smyslu není ve velikosti majetku nebo v příslušnosti k nějaké třídě, nýbrž v tom, jaké společenské hodnoty zastávají)
2. prosazuje, aby politici respektovali tzv. „obecnou vůli lidu“
3. tvrdí, že veškerý lid sdílí tytéž názory a hodnoty
4. tvrdí, že lidé by se měli být schopní ohradit proti tomu, s čím nesouhlasí (např. přijímání migrantů, oblasti činnosti EU)
5. hlavními tématy (dnes spíše pravicových) populistů jsou: imigrace, sociální kultura, společenské hodnoty, vlast, ekonomická úzkost[9]